# Tebstrup
Tebstrup er en lille by i Østjylland med 662 indbyggere  (2024). Tebstrup er beliggende ved Østjyske Motorvej og Tebstrup Sø 10 kilometer syd for Skanderborg, 15 kilometer nord for Horsens og 35 kilometer sydvest for Aarhus. Byen hører til Skanderborg Kommune og er beliggende i Region Midtjylland.
Tebstrup ligger i Ovsted Sogn.